# Персі Фейт
Персі Фейт (англ. Percy Faith; 7 квітня 1908, Торонто — 9 лютого 1976, Енкіно) — канадський аранжувальник і диригент відомий аранжуваннями на естрадні та різдвяні стандарти, лауреат премії Ґреммі.

## Біографія
Народився і виріс у Торонто, Онтаріо, Канада.
У 1933 по 1940 виступав в музичних програмах у прямому ефірі Канадської телерадіокомпанії. На початку 40-х років Фейт був керівником оркестру програми «Задоволений гвоздикою» на NBC. У 1948—1949 роках він також був керівником оркестру в програмі радіо CBS «The Coca-Cola Hour».
У 1945 році він став натуралізованим громадянином США, зробив багато записів для «Голосу Америки».
Найвідомішими стали його записи — «Delicado» (1952), «The Song from Moulin Rouge» (1953) і «Theme from A Summer Place» (1959) які отримали премію «Ґреммі» у номінації найкращий запис року в 1961.
Фейт також писав музику до кінофільмів та був номінований на премію «Оскар» за аранжування пісні до музичного фільму «Доріс Дей», «Love Me or Leave Me».
21 альбом Персі Фейта потрапив до хіт-параду Billboard Hot 200 до 1972 року, що зробило його одним із найуспішніших авторів свого часу.